# Торрес-дель-Пайне
Торрес-дель-Пайне (исп. Torres del Paine) — национальный парк в Чили.

## Этимология
Парк получил название от расположенных в его центральной части трёх иглообразных гранитных гор Торрес-дель-Пайне высотой от 2600 до 2850 м. В переводе с мапуче пайне — голубой, то есть Торрес-дель-Пайне — Голубые башни.

## История
Торрес-дель-Пайне был основан в 1959 году. С 1978 года парк является биосферным заповедником ЮНЕСКО.

## География
Национальный парк Торрес-дель-Пайне расположен на юге Чили, в Патагонии. Административно относится к области Магальянес-и-ла-Антарктика-Чилена и находится на 140 км севернее города Пуэрто-Наталес и на 312 км севернее Пунта-Аренас. На северо-востоке Торрес-дель-Пайне граничит с Аргентиной.
Площадь национального парка - 2 420 км². На его территории располагаются  горы высотой до 3 000 м, ледники, фьорды и озёра. Центральную часть парка занимает горный массив Пайне, в котором находится наивысшая точка парка — гора Пайне-Гранде (3 050 м). У южных склонов массива лежат озёра Пехое и Норденшельд (названное в честь шведского исследователя Эрика Адольфа Норденшельда). В западной части парка расположены ледник Грей с озером Лаго-Грей, в южной — озеро Лаго-дель-Торо, в восточной — озеро Сармиенто-де-Гамбоа.
В национальном парке Торрес-дель-Пайне господствует умеренный климат. Летом температура здесь в среднем составляет +11  °C, зимой — около +1  °C.

## Флора и фауна
Природный мир национального парка весьма разнообразен. Здесь имеются районы оледенения, горные массивы, озёра, тундра и большие леса, в которых растут кипарисовые, буковые и экстоксиковые растения, а также много цветов — в том числе и орхидеи.
Из представителей животного мира, обитающих в Торрес-дель-Пайне, следует назвать пуму, гуанако, малого нанду и андского кондора.

## Туризм
Национальный парк Торрес-дель-Пайне является одним из самых посещаемых туристических объектов в Чили. По оценке, в 2005 году здесь побывало более 2 миллионов туристов.
По парку проходят два пеших туристских маршрута:
- W-трек — 5-дневный маршрут, проходящий вдоль южных склонов горного массива Пайне. Форма пути на карте напоминает латинскую букву 'W', что и дало название маршруту.
- Круговой трек (иногда называемый O-трек) — 9-дневный маршрут, проходящий вокруг массива Пайне. Включает в себя W-трек.

Для обеспечения туристов ночлегом и питанием в парке созданы горные приюты, однако их вместимость ограничена, поэтому большинство туристов проходят маршрут с собственным бивачным снаряжением.
В парке действуют строгие правила по охране природы и защите от лесных пожаров, так, установка палаток разрешена только на территориях при горных приютах, а приготовление пищи допустимо лишь в специально отведённых для этого помещениях.

## Галерея

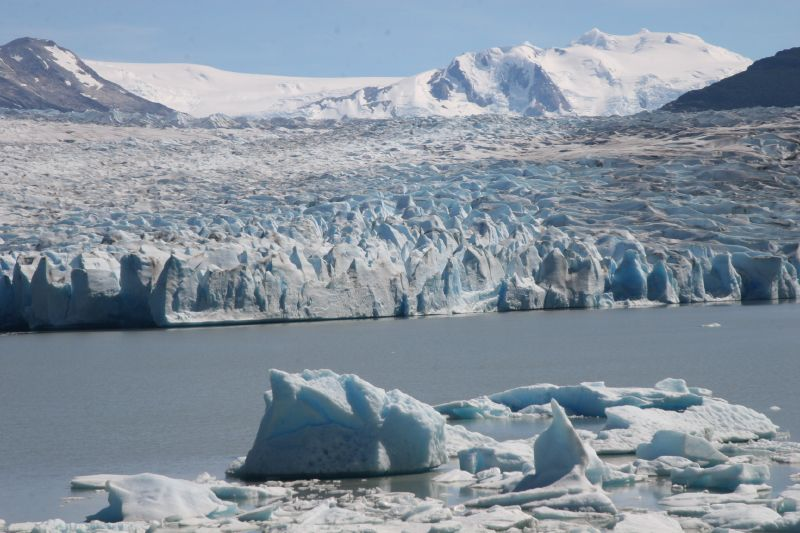
Ледник Грей
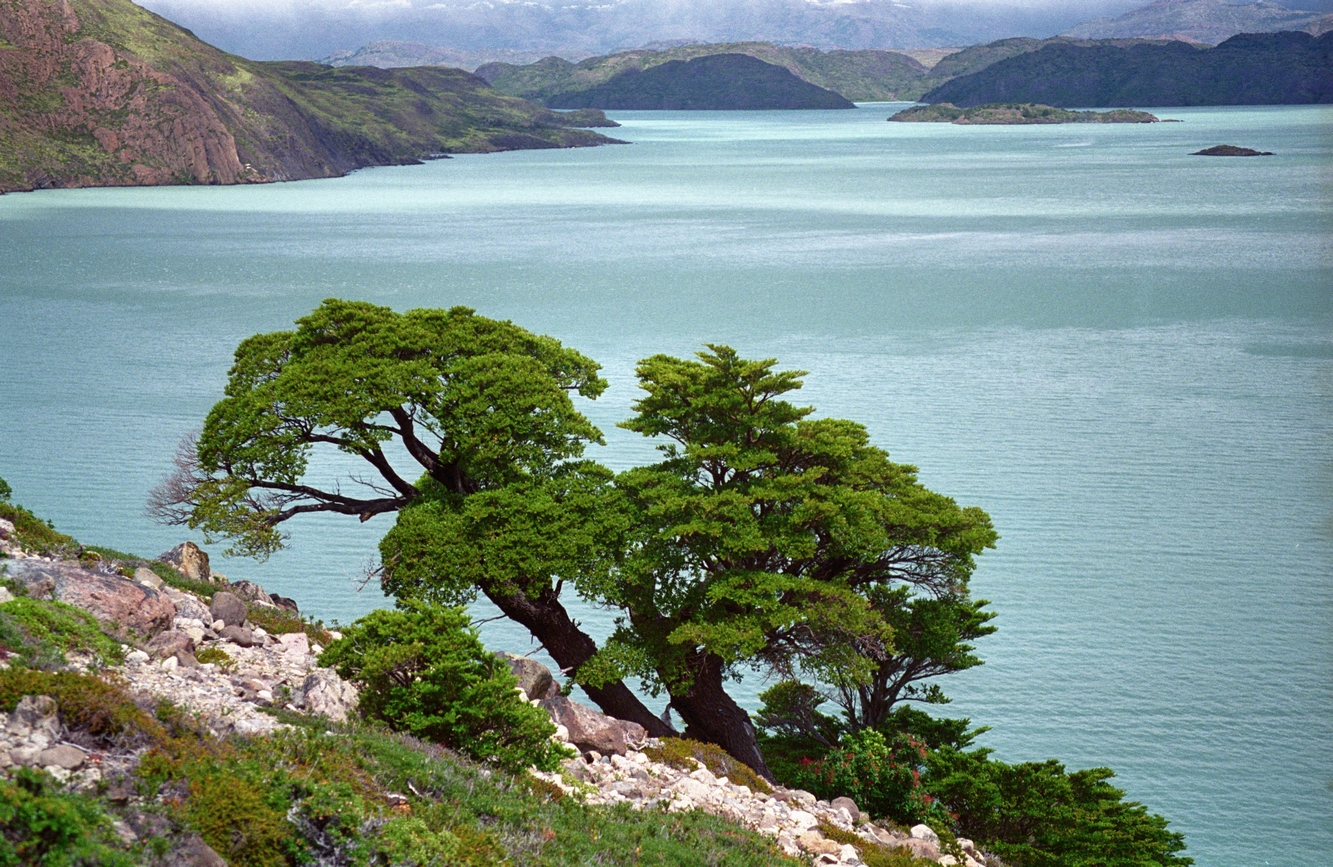
Озеро Норденшельд
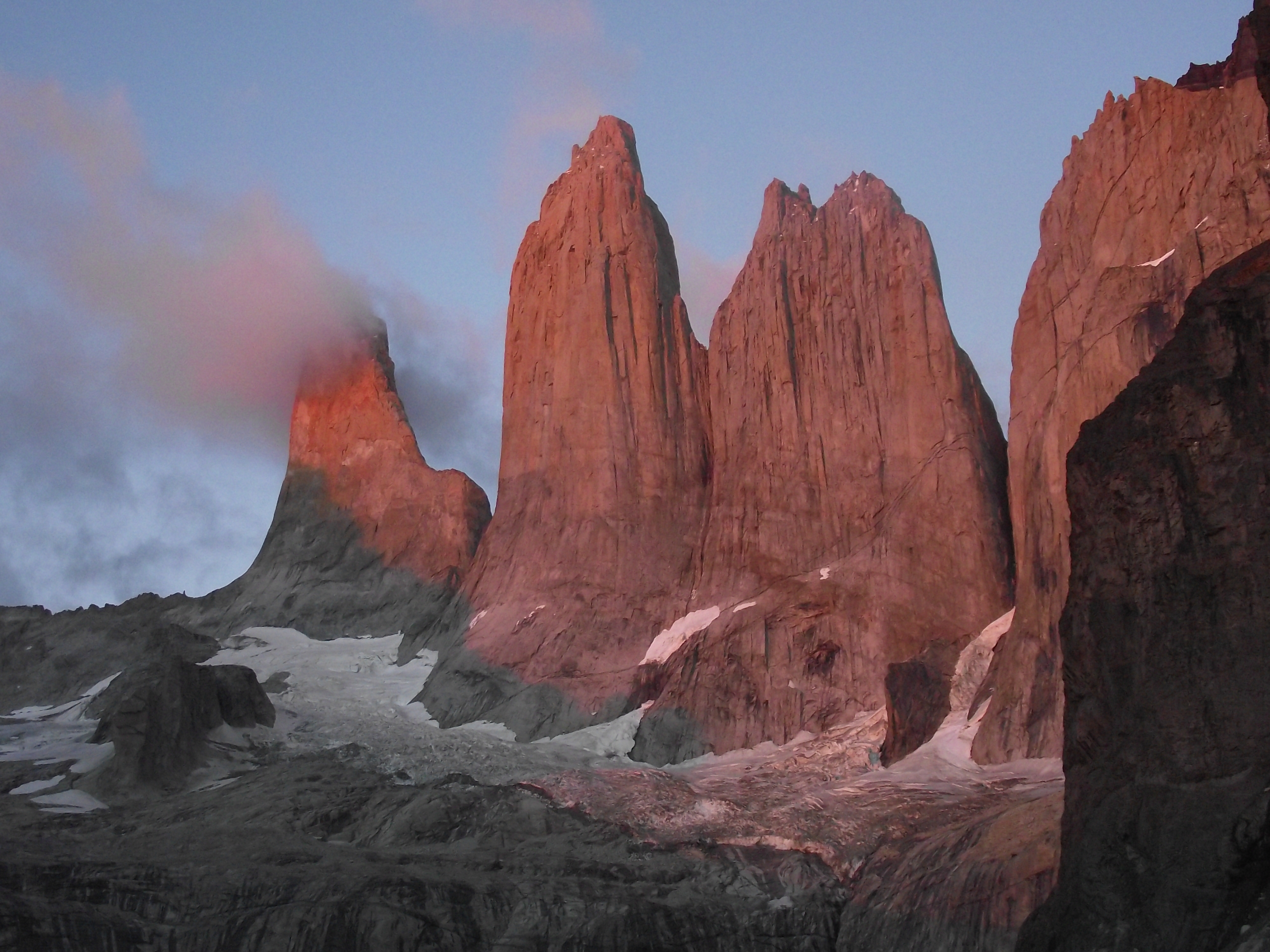
«Башни» Торрес-дель-Пайне